# Душан Вуйович
Душан Вуйович (серб. Душан Вујовић; 22 липня 1951, Пожареваць — 15 травня 2025) — сербський економіст, викладач в університеті, міністр економіки, а потім міністр фінансів.

## Біографія
Випускник економічного факультету Белградського університету, де отримав ступінь магістра (1977) і доктора (1984), спеціаліст в питаннях макроекономіки. Також здобував освіту в США (Університет Каліфорнії).У 1974 влаштувався на роботу в один з науково-дослідних інститутів Белграду, через рік став асистентом в Белградськом університеті, він є давнім співробітником Світового банку. Служив представником Сербії і Чорногорії в органах економічної установи, а також займав посаду головного економіста Європи та Центральної Азії. 2011 року був радником у Світовому банку і американському агентстві USAID. Він також був редактором журналу «Finansije».
У квітні 2014 по рекомендації Сербської прогресивної партії вступив на посаду міністра економіки в уряді Александара Вучича.В липні 2014 стає міністром фінансів, змінивши Лазара Крстича.